# Castlevania
Castlevania és una saga de videojocs d'acció i d'aventura de l'empresa nipona Konami, coneguda en japonés amb el nom d'Akumajō Dracula (悪魔城ドラキュラ, Akumajō Dorakyura, castell demoníac de Dràcula), sovint traduït literalment a l'anglés com a Castle Demon Dracula:
iniciada el 1986 amb el joc homònim per a la videoconsola Nintendo Family Computer, la saga ha tingut continuïtat en altres plataformes com Game Boy, SNES, Megadrive, PC Engine, Playstation, GameBoy Advance, Nintendo 64 o Nintendo DS, amb més de cinquanta lliuraments diferents.
La saga també és notable per l'aspecte musical, amb moltes composicions reutilitzades al llarg de la saga.

## Cronologia
| #  | A.   | 悪魔城ドラキュラ…                    | Castlevania…             | Sist.      | Tipus        | Protagonistes                        | ∞     |
| -- | ---- | ------------------------------------ | ------------------------ | ---------- | ------------ | ------------------------------------ | ----- |
| 1  | 1986 | Akumajō Dracula                      | Castlevania              | NES        | acció        | 1: Simon Belmont                     | 1691  |
| 2  | 1986 | Akumajō Dracula                      | Vampire Killer           | MSX2       | acció        | 1: Simon                             | 1691  |
| 3  | 1987 | Dracula II: Noroi no Fūin            | II: Simon's Quest        | NES        | metroidvania | 1: Simon                             | 1698  |
| 4  | 1988 | Akumajō Dracula                      | Haunted Castle           | recreativa | acció        | 1: Simon?                            | 1704  |
| 5  | 1989 | Densetsu                             | The Adventure            | GB         | acció        | 1: Christopher Belmont               | 1591  |
| 6  | 1987 | Densetsu                             | III: Dracula's Curse     | NES        | acció        | 4: Trevor, Sypha, Grant, Alucard     | 1476  |
| 7  | 1991 | Akumajō Dracula                      | Super Castlevania IV     | SNES       | acció        | 1: Simon                             | 1691  |
| 8  | 1991 | Densetsu II                          | II: Belmont's Revenge    | GB         | acció        | 1: Christopher                       | 1606  |
| 9  | 1993 | Akumajō Dracula                      | Castlevania              | X68000     | acció        | 1: Simon                             | 1691  |
| 10 | 1993 | X: Chi no Rondo                      | Rondo of Blood           | PCE-CD     | acció        | 2: Richter Belmont, Maria            | 1792  |
| 11 | 1994 | Akumajō Dracula                      | Bloodlines               | MD         | acció        | 2: Eric Lecarde i John Morris        | 1911  |
| 12 | 1995 | Dracula XX                           | Dracula X/Vampire's Kiss | SNES       | acció        | 1: Richter Belmont                   | 1792  |
| 13 | 1991 | Dark Night Prelude                   | Legends                  | GB         | acció        | 1: Sonia Belmont                     | 1450  |
| 14 | 1998 | X: Gekka no Yasōkyoku                | Symphony of the Night    | PS/Saturn  | metroidvania | 3: Alucard, Richter, Axeman          | 1797  |
| 15 | 1999 | Mokushiroku                          | Castlevania              | N64        | aventura 3D  | 2: Reinhardt, Carrie                 | 1852  |
| 16 | 1999 | Mokushiroku Gaiden Legend of Cornell | Legacy of Darkness       | N64        | aventura 3D  | 4: Reinhardt, Carrie, Cornell, Henry | 1844  |
| 17 | 2001 | Castlevania Chronicle                | Chronicles               | PS         | acció        | 1: Simon                             | 1691  |
| 18 | 2001 | Circle of the Moon                   | Castlevania              | GBA        | metroidvania | 1: Nathan Graves                     | 1830  |
| 19 | 2002 | Byakuya no Concerto                  | Harmony of Dissonance    | GBA        | metroidvania | 2: Juste, Maxim                      | 1748  |
| 20 | 2003 | Akatsuki no Menuetto                 | Aria of Sorrow           | GBA        | metroidvania | 2: Soma, Julius                      | 2035  |
| 21 | 2003 | Castlevania                          | Lament of Innocence      | PS2        | aventura 3D  | 1: Leon Belmont                      | 1094  |
| 22 | 2005 | Sōgetsu no jūjika                    | Dawn of Sorrow           | DS         | metroidvania | 4: Soma, Julius, Yoko, Alucard       | 2036  |
| 23 | 2005 | Yami no Juin                         | Curse of Darkness        | PS2        | aventura 3D  | 2: Hector i Trevor Belmont           | 1479  |
| 24 | 2006 | Gyararī obu Rabirinsu                | Portrait of Ruin         | DS         | metroidvania | 2: Jonathan Morris i Charlotte Aulin | 1944  |
| 25 | 2008 | Ubawareta kokuin                     | Order of Ecclesia        | DS         | aventura     | 2: Shanoa, Albus                     | 1800  |
| 26 | 2008 | Judgment                             | Judgment                 | Wii        | lluita 3D    | 14: Alucard, Maria, Simon, Trevor…   | 10000 |
| 27 | 2009 | Densetsu: ReBirth                    | The Adventure ReBirth    | WiiWare    | acció        | 1: Christopher                       | 1576  |
| 28 | 2010 | Rōdo obu Shadō                       | Lords of Shadow          | PS3        | acció        |                                      | 1047  |
| #  | A.   | 悪魔城ドラキュラ…                    | Castlevania…             | Sist.      | Tipus        | Protagonistes                        | ∞     |

### Nintendo

Il·lustració de portada del primer joc

El primer lliurament de la saga, Akumajo Dracula —publicat al Japó en disquet de 3 polzades per a la Family Computer Disk System el 26 de setembre de 1986 i, quatre dies després, per a MSX 2—, presentà al protagoniste, Simon Belmont, enfrontat al comte Dràcula com a antagoniste:
encara que paregut al Ghosts 'n Goblins de Capcom (1985), el joc pretenia oferir un to més seriós, reforçat per la música de fons —entre les quals la tonadeta de "Vampire Killer"— i la dificultat del joc, producte de la seua simplicitat, la qual cosa fa que haja envellit pitjor que els lliuraments posteriors.
Castlevania
L'adaptació en cartutx per a la Nintendo Entertainment System occidental fon rebatejada Castlevania (mot creuat de castell i Transsilvània, pàtria del comte Dràcula): el canvi de nom és atribuït al vicepresident de Konami of America en 1987, Emil Heidkamp, el qual entengué que la traducció del títol original era «el castell satànic de Dràcula», un títol massa problemàtic per al mercat nord-americà.
Castlevania II: Simon's Quest

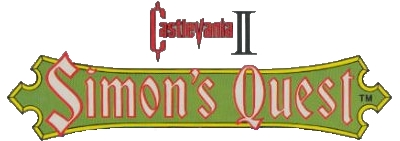
Logotip del segon episodi

La versió d'MSX, reanomenada Vampire Killer —nom del fuet (arma) del protagoniste— li afegí alguns elements d'aventura (exploració, diàlegs i nusca d'objectes) que serien explotats en el segon joc per a Nintendo, Akumajo Dracula II (ドラキュラII 呪いの封印, Dràcula II: el segell de la maledicció), un joc d'aventura de l'estil de The Legend of Zelda II: Link's Adventure en el qual Simon té de trobar cinc relíquies del cos de Dràcula per a accedir a noves fases i trencar la seua maledicció, amb punts d'experiència i diners, i evolució dels enemics segons si és de dia o de nit; la localització a l'anglés, Castlevania II: Simon's Quest, canvià el sistema d'alçat del disquet per contrasenya en cartutx i és notable per la mala traducció dels diàlegs, que compliquen un poc més la missió.

Anunci de la recreativa

Haunted Castle
Sis mesos després d'Akumajo Dracula II, al febrer de 1988 Konami publicà una adaptació per a recreativa del joc original, Akumajo Dracula, rebatejat Haunted Castle («castell maleït») en la localització occidental —realitzada mig any més tard—, encara que la baixa qualitat del joc fa que sovint siga considerat fora de la saga: la producció del joc s'hagué d'accelerar per a complir la data d'estrena prevista, raó per la qual hagueren d'afegir part de l'equip que treballava en un altre joc, Hot Chase, entre els quals el dissenyador Masaaki Kukino.
Castlevania III: Dracula's Curse
Castlevania III: Dracula's Curse (1989) combinà l'opció de triar camins del segon capítol amb l'orientació clàssica del primer, amb un afegit: l'elecció d'un camí o un altre dona la possibilitat de reclutar fins a tres coprotagonistes que, juntament amb el personatge inicial, Trevor Belmont —avantpassat del protagoniste dels jocs anteriors, per la qual cosa este és una preqüela—, sumen el major nombre de personatges jugables de tota la saga (amb l'excepció del joc de lluita Castlevania: Judgement); amb tot, Castlevania III manté els elements i la dificultat dels jocs precedents; l'any 2009 es publicà en la consola virtual de Wii.

### Game Boy
Castlevania: The Adventure
El primer joc de la saga per a portàtil —sense comptar l'adaptació de Simon's Quest a maquineta LCD de Tiger Electronics— fon Dracula Densetsu (ドラキュラ伝説, Dorakyura Densetsu, «la llegenda de Dràcula») per a Game Boy, dissenyat al mateix temps que el Dracula's Curse de la NES per un altre equip de Konami que incloïa a Nobuya Nakazato i a Masato Maegawa: The Adventure, publicat l'abril de 1989 al Japó i al juliol als EUA com a Castlevania: The Adventure, compartia amb els quatre jocs ja existents el protagoniste —el nom del qual no esmenta ni el llibret d'instruccions— armat amb un fuet, alguns objectes i enemics i l'enfrontament final amb Dràcula, però eliminà les armes llancívoles —l'única, una bola de foc disparada pel fuet de segon nivell— i altres aspectes com les escales, substituïdes per cordes; això, afegit a la lentitud i la dificultat de control del personatge, i el fet que només tinga quatre fases, fan que siga considerat un dels pitjors lliuraments de la sèrie.
Castlevania II: Belmont's Revenge
La continuació del 1991, Dracula Densetsu II (ドラキュラ伝説II, Dorakyura Densetsu Tsū), millorà les deficiències de l'anterior quant a jugabilitat i l'arredoní amb el disseny de Kouichi Kimura i la música de Hidehiro Funauchi —que inclou un homenatge a Bach—, a més d'un rerefons argumental situat en 1591 que revelà el nom del Belmont protagoniste, Christopher, el fill del qual ha sigut segrestat per Dràcula, i la inclusió de les subarmes (entre les quals l'estral en substitució de la creu); set anys més tard, després de l'èxit del Symphony of the Night, Konami encara publicà un tercer joc per a la GB, Akumajō Dracula: Dark Night Prelude (悪魔城ドラキュラ 漆黒たる前奏曲, Akumajō Dorakyura Dāku Naito Pureryūdo), el primer protagonitzat per una dona, Sonia Belmont, i amb l'aparació d'Alucard, però amb una potència gràfica inferior.

### 16 bits
El 1991, l'equip de Konami que més tard fundaria la companyia Treasure Co. Ltd. revisità el personatge de Simon Belmont en Super Castlevania IV, un dels primers títols per a la Super Nintendo, el qual feia ús de les possibilitats audiovisuals de la màquina: la revista Hobby Consolas li atorgà una puntuació de 93 (sobre 100).
El 1994 Konami publicà l'únic joc de la saga creat específicament per a Sega, intitulat Bloodlines a les Amèriques i The New Generation a Europa: ambientat durant la Primera Guerra Mundial, només la primera fase està ambientada a Transsilvània, mentre les altres cinc situen l'acció a Grècia, Pisa, Alemanya o Anglaterra; el joc és hereu dels primers lliuraments per a Nintendo, encara que cap dels dos protagonistes és un Belmont (John Morris, armat amb un fuet, i Eric Lecarde, amb una llança) ni tenen els mateixos moviments, i l'antagonista principal és la comtessa Elizabeth Barley; i encara que és la primera contribució musical de Michiru Yamane a la saga, no va ser reeditat oficialment en cap sistema posterior a la Megadrive fins a l'aparició de la versió Mini el 2019.
Castlevania: Rondo of Blood, considerat un dels clàssics de la saga, eixí només al Japó per a PC Engine CD, per la qual cosa és ara objecte de col·leccioniste, com també la revisió per a la SNES, Dracula XX (anomenat Vampire's Kiss a Europa), amb la qual només compartix part de l'argument i llur protagoniste, Richter Belmont; Rondo of Blood fon redissenyat el 2007 en 3D per a PlayStation Portable com a Castlevania: The Dracula X Chronicles, el qual inclou també el joc original; el 2008 també s'inclogué en la consola virtual de Nintendo Wii.

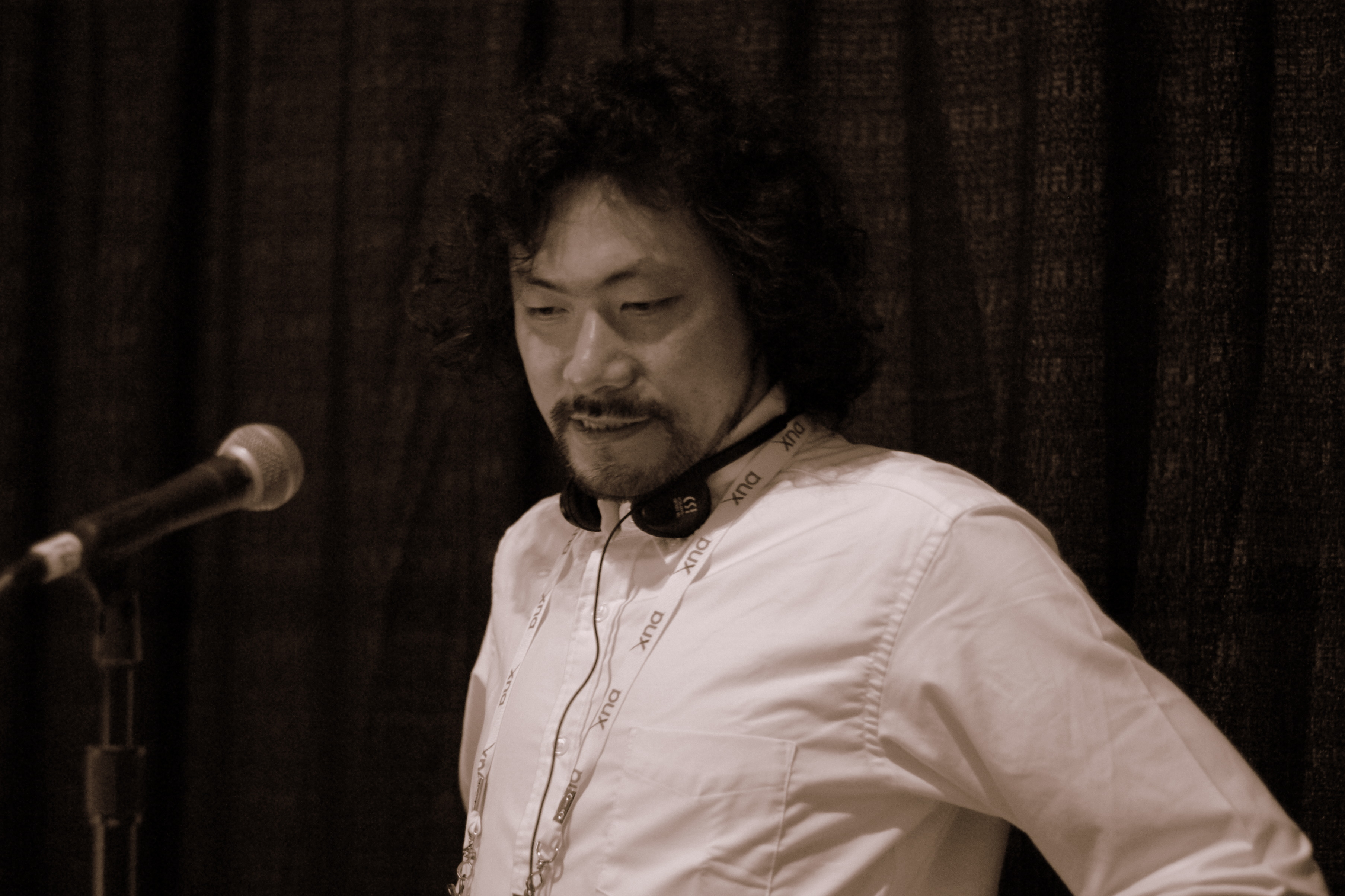
Koji Iga Igarashi (2007)

### 32 bits
Castlevania: Symphony of the Night
El 1997, Konami reinventà la saga per a les consoles de 32 bits sense passar-se'n encara als gràfics poligonals, llavors en auge: Symphony of the Night continua l'argument del Rondo of Blood, però amb el personatge d'Alucard com a protagoniste en comptes de Richter, en una aventura d'exploració a l'estil Metroid a la qual li afegiren característiques dels joc de rol com els punts d'experiència i els diferents objectes, armadures i armes a recollir.
El joc va rebré una puntuació de 92 sobre 100 en la Hobby Consolas de l'època, on l'únic punt negatiu que li trobaren fon que els texts estigueren en anglés.
Castlevania Chronicles
El 2001 revisitaren l'Akumajo Dracula del X68000, en un disc que inclou el joc original i una versió amb la musica i alguns sprites actualitzats, a més d'un mode contrarellotge, una galeria d'il·lustracions d'Ayami Kojima i una entrevista amb Iga en què anunciava que també reeditarien el Rondo of Blood per a PSX.

### Nintendo 64
El pas al 3D tingué lloc l'any 1999 amb el primer Castlevania per a Nintendo 64, Akumajo Dracula Mokushiroku (悪魔城ドラキュラ黙示録, Akumajō Dorakyura Mokushiroku, Castell demoníac de Dràcula: apocalipsi), conegut extraoficialment com a Castlevania 64: malgrat tractar-se del primer treball de la divisió de Konami Computer Entertainment of Kobe, per a una consola amb limitacions de memòria i de so com la 64, el joc aprofita els recursos del maquinari, encara que quan eixí va ser criticat en comparança amb el Symphony of the Night.
El nombre d'errors del joc anterior feu que Konami produïra una preqüela, Akumajo Dracula Mokushiroku Gaiden - Legend of Cornell (悪魔城ドラキュラ黙示録外伝 〜レジェンド オブ コーネル〜, Akumajō Dorakyura Mokushiroku Gaiden ~Rejendo obu Kōneru~, lit. Castell demoníac de Dràcula: una altra història de l'apocalipsi − Legend of Cornell), localitzat com a Legacy of Darkness («llegat de foscor»): situat cronològicament huit anys abans, la història avança fins al moment en què reprén l'argument de l'anterior, inclòs en la totalitat amb millores en la jugabilitat; no obstant això, l'ús d'Expansion Pack per a millorar els gràfics fa que la freqüència de mostratge baixe molt; la música, composta per Masahiko Kimura, inclou una adptació del tema The Sinking Old Sanctuary.

### Game Boy Advance
Castlevania

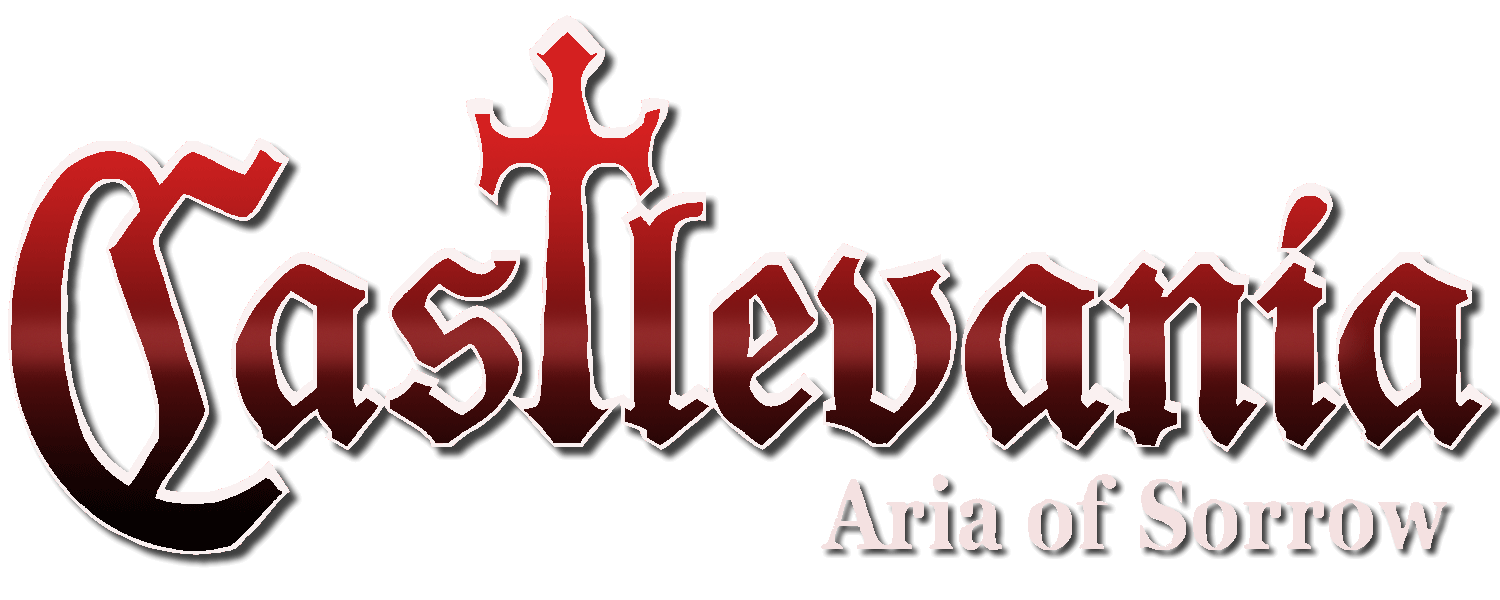
Logotip dels jocs del 2002 i 2003

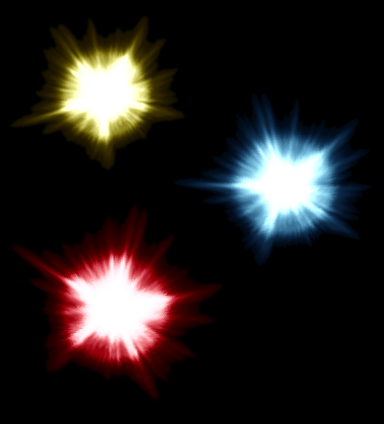
El sistema d'ànimes

Després de l'èxit de Symphony of the Night, Konami volgué repetir la fórmula amb Castlevania: Circle of the Moon (悪魔城ドラキュラ サークル オブ ザ ムーン, Akumajō Dorakyura: Sākuru obu za Mūn, «El castell demoníac de Dràcula: la galdufa» en l'original japonés), un dels primers jocs per a la portàtil de 32 bits Game Boy Advance: comercialitzat en la versió PAL com a Castlevania (sense el subtítol), l'argument situa l'acció a un castell austríac l'any 1830, amb el matavampirs Nathan Graves com a protagoniste; a banda del fuet i de les armes habituals, el jugador compta amb un sistema de poders màgics batejat Dual Setup System (abreujat DSS) i consistent en dos desenes de cartes col·leccionables al llarg del joc que, combinades en dos vares diferents, conferixen un centenar d'habilitats diferents; l'apartat musical fa ús de peces clàssiques, però l'apartat gràfic, encara que detallat, fluixeja en les animacions dels personatges.
Harmony of Dissonance
Les crítiques a la dificultat i l'aspecte gràfic fosc del joc anterior es tingueren en compte en la producció del segon Castlevania per a GBA, Castlevania: Harmony of Dissonance (キャッスルヴァニア 白夜の協コン奏チェ曲, Castlevania: Byakuya no Concerto, «Castlevania: concert del sol de mitjanit» en l'original japonés), més fàcil i amb els gràfics més luminosos i acolorits de tota la saga, on fins i tot l'sprite del protagoniste, Juste Belmont, apareix envoltat d'una aura; el joc fa ús de les possibilitats visuals de la consola en els decorats i l'aparença dels monstres, encara que la varietat d'armes i d'atacs és sensiblement inferior a la del sistema DSS, com també la música, menys èpica que de costum.
Aria of Sorrow
Castlevania: Aria of Sorrow (キャッスルヴァニア ～暁月の円舞曲～, Castlevania: Akatsuki no menuet, «Castlevania: minuet del matí» en l'original japonés) és el tercer i últim joc publicat per a l'Advance, produït per Igarashi: és el primer argument que se situaen el futur (any 2035) i fora d'Europa (als Japons, encara que el joc transcorre dins del castell de Dràcula); la música, composta per Yamane, retorna a l'estil habitual de la saga amb la reutilització de peces com "Can't Wait until Night" i "Heart of Fire";
Junichi Murakami dirigí la realització del joc, amb un nou mecanisme de poders consistent en col·leccionar les «ànimes» dels cent dotze enemics —classificades per colors segons el tipus d'ús— i altres necessàries per a avançar en l'argument o aconseguir el final bo; encara que els canelobres només donen cors o monedes i no hi ha armes secundàries, Soma Cruz —el protagoniste— pot atacar amb diferents armes, incloent armes de foc.

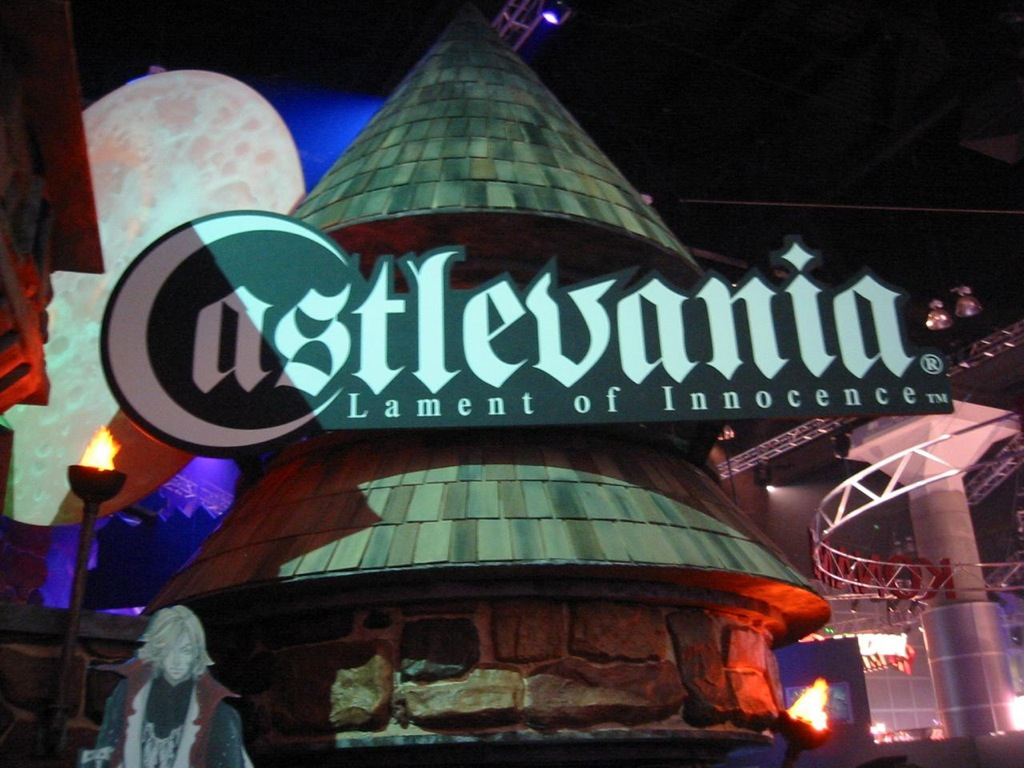
Lament of Innocence en l'E3

### Playstation 2
Lament of Innocence
Igarashi mamprengué la producció d'un nou capítol de la saga en 3D per a Playstation 2, després de l'experiència amb els dos jocs de N64: Castlevania: Lament of Innocence (キャッスルヴァニア, Castlevania a seques en la versió japonesa) s'anuncià en l'Electronic Entertainment Expo de Las Vegas al començament del 2003 i eixí a acaballes d'any. Iga ressituà l'origen de la intrahistòria —i, de retruc, condemnà el Legends de Game Boy a l'ostracisme— en el segle xi amb Leon Belmont com al primer matavampirs de la nissaga; el joc és de l'estil d'acció i aventura de Devil May Cry o Rygar, amb uns pocs elements de plataformes i la música de Yamane, que tornà a reutilitzar peces anteriors.
Curse of Darkness
Castlevania: Curse of Darkness (悪魔城ドラキュラ 闇の呪印, Akumajō Dorakyura Yami no Juin) eixí a la venda el primer de novembre del 2005: sense relació argumental amb Lament of Innocence o cap altre joc de la saga, els personatges principals són Hector i l'antagoniste Isaac, enfrontats per interessos particulars més que per cap dicotomia entre bé i mal; encara que el mecanisme de lluita és més complet que el de l'anterior i els escenaris són aparentment més variats que el típic castell de Dràcula, el joc es fa lineal i repetitiu.

### Nintendo DS
Dawn of Sorrow
El 2005, Iga produí una seqüela directa d'Aria of Sorrow per a Nintendo DS, Castlevania: Dawn of Sorrow (悪魔城ドラキュラ ～蒼月の十字架～, Akumajō Dracula: Sōgetsu no Jūjika, «castell demoníac de Dràcula: la creu de la lluna blava»): encara que el maquinari de la DS és més potent que el de la GBA, Konami optà per continuar la fórmula metroidvania en 2D, a més amb un argument que té lloc un any després dels fets del joc anterior, amb els mateixos personatges i el sistema d'ànimes, millorat amb la possibilitat d'alternar dos perfils guardats a imitació d'un altre joc de Konami, Shaman King; encara que l'ús de la segona pantalla i del punter és quasi anècdotic, no lleva mèrit a la qualitat del joc, del qual només li retreien el canvi de les il·lustracions a un estil anime.
Portrait of Ruin
Gràcies a l'èxit de Dawn of Sorrow, Konami no tardà ni un any en produir un altre joc per a DS, el Castlevania: Portrait of Ruin (悪魔城ドラキュラ ギャラリー・オブ・ラビリンス, Akumajō Dracula: Gallery of Labyrinth, «Castell demoníac de Dràcula: galeria del laberint»): situat en l'època de la Segona Guerra Mundial i desproveït de l'ambientació neogòtica de la saga, el joc té dos personatges protagonistes, Charlotte Aulin i Jonathan Morris —est últim descendent del John Morris del joc de Megadrive—, que s'han de controlar alhora en un mecanisme de joc inèdit; a més, hi han quatre personatges secrets, en dos parelles desblocables a la fi de l'argument, que presenta al comte Brauner, un pintor vampíric, com a nou antagoniste.
Order of Ecclesia
El 2007, Konami registrà sengles patents de jocs de la saga amb els títols Order of Ecclesia i Judgment i, en una entrevista, el productor Koji Iga Igarashi desvelà que un dels dos seria per a Nintendo DS, fet pel mateix equip del Portrait of Ruin; encara que un any abans Igarashi habia rebutjat la idea de fer un joc per a la Wii, les pantalles del joc de DS mostraven l'opció «Wii» en un menú.
Order of Ecclesia (悪魔城ドラキュラ 奪われた刻印, Akumajō Dracula: Ubawareta Kokuin, «Castell demoníac de Dràcula: el segell robat»), publicat a les acaballes del 2008, retorna a la premissa dels jocs primerencs de fases autoconclusives i escenaris altres que l'interior d'un castell, encara que es poden revisitar per a obtindre ítems elusius o fer missions secundàries; Ecclesia també és un dels pocs jocs de la saga protagonitzat per una dona, Shanoa, que no pertany al clan Belmont i utilitza un sistema d'apropiació dels poders dels enemics per a ampliar el seu catàleg d'armes i màgies. Notable en l'apartat gràfic i musical, l'únic aspecte negatiu per a la crítica és la dificultat d'alguns monstres, que pot desencoratjar jugadors no avesats a la saga.

### Castlevania: Judgment
El juny del 2008, les primeres imàtgens de Castlevania: Judgment eixiren a la llum de manera extraoficial, amb la sorpresa que es tractava d'un joc de lluita mà a mà en 3D: el joc es presentà oficialment l'1 de juliol en roda de premsa, en la qual Iga confirmà que era un one-on-one i que havien encarregat el redisseny dels personatges —ja coneguts com a Simon, Maria o Alucard— a un artiste consagrat (Takeshi Obata). El joc eixí a les acaballes de l'any a l'Amèrica del Nord i en gener del 2009 al Japó, on només aconseguí vendre tres mil set-centes unitats la primera setmana (poques en comparança amb les vora vint mil d'Ecclesia); la crítica i el públic en general afonaren el joc, no només pel canvi de subgènere, sinó més aïna per la baixa qualitat gràfica i de moviment amb relació a altres jocs pareguts.

### Playstation 3

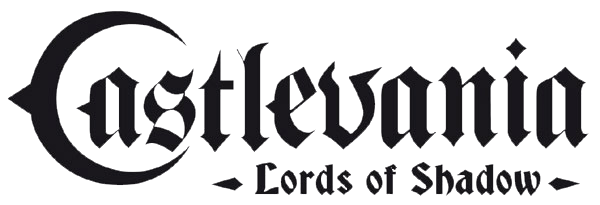
Tercer logo, vigent des de 2003

### Recopilacions
Castlevania Requiem és una compilació del Rondo of Blood i el Symphony of the Night per a PlayStation 4 amb pocs afegitons, com la possibilitat de gravar una partida ràpida.
L'any 2019 Konami publicà tres títols recopilatoris per a commemorar llur cinquanté aniversari: Arcade Classics Collection (centrat en el Gradius i altres de marcianets, encara que inclou el Haunted Castle), Contra Anniversary Collection i Castlevania Anniversary Collection, que comprén els set primers jocs de la saga fins al Bloodlines junt amb el Kid Dracula de NES (1990), inèdit fora dels Japons; com en altres recopilacions de jocs clàssics, conté opcions d'imatge (filtres CRT i relacions d'aspecte), un espai de gravació per a cada joc i un llibre electrònic inèdit sobre la saga que inclou entrevistes inèdites amb creadors de la saga com Yamane.

## Música
L'any 2019, Konami publicà en les plataformes d'escolta les bandes sonores de tots els jocs publicats d'ençà el Dracula X, encara que amb els títols japonesos tant dels jocs com de les pistes.